# Pterolophia proxima
Pterolophia proxima là một loài bọ cánh cứng trong họ Cerambycidae.